# Entephria prospicuata
Entephria prospicuata là một loài bướm đêm trong họ Geometridae.